# Кшищоф Швагжик
Кшѝщоф Шва̀гжик (на полски: Krzysztof Szwagrzyk) е полски историк и университетски преподавател. Вицепредседател на Института за национална памет (ИНП). Носител на Ордена на Възраждане на Полша.

## Биография
Завършва история във Вроцлавския университет. През 1996 година защитава докторска дисертация. Преподава в Долношльонското висше училище във Вроцлав. От 2016 година е вицепредседател на ИНП и директор на „Бюрото за издирвания и идентификация“.
Ръководи изследователския екип на ИНП, който издирва тайните места, на които са погребвани жертвите на комунистическия режим в Полша. Ръководител е на започналия на 23 юли 2012 година процес по ексхумация в местността „Лончка“ на Военното гробище в Повонзки, Варшава. Открити и идентифицирани са останките на известните дейци от антикомунистическата съпротива Зигмунт Шенджеляж-„Лупашко“, Хероним Декутовски-„Запоре“ и Станислав Кашница. Също така ръководи работата на други столични гробища, в Ополско, където са открити останките на Хенрик Фляме-„Бартек“, в Бялисток, в Жешов, както и на Гарнизонното гробище в Гданск, където през 2014 година са открити останките на Данута Шеджикувна-„Инка“.
През 2007 година е отличен от президента Лех Качински със „Златен кръст за заслуги“. В 2015 година президентът Анджей Дуда го удостоява с Кавалерски кръст на Ордена на възродена Полша, за изключителни заслуги по документиране и оповестяване на истината от най-новата история на Полша. От 4 юли 2016 година е член на капитула (съвета) на ордена.

## Избрани трудове
- Listy do Bieruta. Prośby o ułaskawienie z lat 1946 – 1956, Вроцлав, 1995.
- Golgota wrocławska 1945 – 1956, Вроцлав, 1996.
- Winni? Niewinni? Dolnośląskie podziemie niepodległościowe (1945 – 1956) w świetle dokumentów sądowych, Вроцлав, 1999.
- Jaworzno. Historia więzienia dla młodocianych więźniów politycznych 1951 – 1955, Варшава-Вроцлав, 1999.
- Zbrodnie w majestacie prawa, Варшава, 2000.
- Straceni na Dolnym Śląsku 1945 – 1956, Wrocław-Rzeszów 2002.
- Prawnicy czasu bezprawia. Sędziowie i prokuratorzy wojskowi w Polsce 1944 – 1956, Краков-Вроцлав, 2005.
- Twarze wrocławskiej bezpieki. Obsada stanowisk kierowniczych Urzędu Bezpieczeństwa i Służby Bezpieczeństwa we Wrocławiu 1945 – 1990 (в съавторство с Томаш Балбус и Павел Пьотровски), Вроцлав, 2006.
- Jaroszów. Ośrodek Pracy Więźniów – Więzienie (1950 – 1965), Вроцлав, 2006.
- Kryptonim „mordercy“ (sprawa ppor. Mieczysława Bujaka): studium prowokacji i terroru, Вроцлав, 2009.
- Twarze dolnośląskiej bezpieki: obsada kierowniczych stanowisk Urzędu Bezpieczeństwa i Służby Bezpieczeństwa na Dolnym Śląsku 1945 – 1990. Informator personalny (в съавторство с Павел Пьотровски и Войчех Трембач), Вроцлав, 2010.
- Więzienia i obozy na Dolnym Śląsku (1945 – 1956). Przewodnik, Вроцлав, 2013